# Essai de stabilité au stockage d'une peinture routière
L’essai de stabilité au stockage d'une peinture routière est un essai de laboratoire permettant de qualifier le degré de suspension des pigments et la facilité de remalaxage d'un échantillon de peinture stocké un certain temps.